# Hermann Lulka
Hermann Lulka (* 4. August 1935 in Oer-Erkenschwick; † 10. März 1991) war ein deutscher Fußballspieler. In der Debütsaison der Fußball-Bundesliga, 1963/64, absolvierte der Angreifer für Preußen Münster 28 Ligaspiele und erzielte dabei neun Tore.

## Karriere
Lulka spielte von 1953/54 bis 1956/57 bei den Schwarz-Roten von der SpVgg Erkenschwick in der 2. Liga West. Der Angreifer debütierte unter Spielertrainer Julius Ludorf und an der Seite von Mitspielern wie Horst Szymaniak und Herbert Pawellek im Jahr der Fußball-Weltmeisterschaft 1954 in der 2. Liga. Nach dem Abstieg der Elf vom Stimbergstadion im Sommer 1957 wechselte er nach insgesamt 99 Zweitligaspielen mit 28 Toren zur Saison 1957/58 für ein Jahr zum 1. FC Kaiserslautern in die damals erstklassige Fußball-Oberliga Südwest. Er wurde im Jahr der Fußballweltmeisterschaft 1958 in Schweden mit den „Roten Teufeln“ vom Betzenberg Vizemeister im Südwesten. In 21 Ligaspielen hatte er acht Treffer erzielt. Mit dem 1. FCK bestritt der Flügelspieler am 19. beziehungsweise 20. April 1958 in Frankfurt/Main zwei Qualifikationsspiele gegen den 1. FC Köln zum Einzug in die Endrunde um die deutsche Fußballmeisterschaft. Das erste Spiel endete vor 70.000 Zuschauern im Waldstadion nach Verlängerung 3:3-Remis. Einen Tag danach setzte sich die „Geißbock-Elf“ mit 3:0 Toren durch. Mit den Mitspielern Norbert Wodarzik, Fritz Walter, Ottmar Walter, Willi Wenzel, Erwin Scheffler und Edgar Fischer hatte Lulka dabei den Angriff gebildet.
Die nächsten neun Jahre spielte er für Preußen Münster. Zuerst von 1958/59 bis 1962/63 in der Fußball-Oberliga West. Lulka bestritt für Münster in der Oberliga insgesamt 141 Pflichtspiele und erzielte 33 Tore. Durch den erreichten vierten Rang in der abschließenden Saison 1962/63 wurden die Preußen für die Bundesliga nominiert. Mit Münster war er am ersten Spieltag der neu geschaffenen Bundesliga dabei. Beim Heimspiel gegen den Hamburger SV, das 1:1 endete, spielte er über die volle Spieldauer. Die Saison 1963/64 beendete Lulka mit Münster als Tabellenvorletzter, was den Abstieg bedeutete. Am 7. September 1963 erzielte er als erster Spieler der Bundesliga im Spiel gegen den MSV Duisburg einen Hattrick (17., 30. und 52. Minute).
Lulka spielte noch bis 1967 mit Münster in der zweitklassigen Fußball-Regionalliga West und kam dabei auf weitere 68 Ligaeinsätze mit fünf Toren; danach beendete er seine höherklassige Karriere.